# Hruzka Hrîhorivka, Krîvîi Rih
Hruzka Hrîhorivka (în ucraineană Грузька Григорівка) este un sat în comuna Cikalovka din raionul Krîvîi Rih, regiunea Dnipropetrovsk, Ucraina.

## Demografie
Componența lingvistică a localității Hruzka Hrîhorivka
     Ucraineană (97,78%)
     Rusă (2,22%)
Conform recensământului din 2001, majoritatea populației localității Hruzka Hrîhorivka era vorbitoare de ucraineană (97,78%), existând în minoritate și vorbitori de rusă (2,22%).